# آمریتا آییر
آمریتا آییر (زادهٔ ۱۴ مهٔ ۱۹۹۴) هنرپیشه هندی است که به‌طور عمده در فیلم‌های زبان تامیل و تلوگو ظاهر می‌شود. او اولین بازیگری خود را در فیلم تامیلی سرباز (۲۰۱۸) (به هندی: Padaiveeran) و اولین بازی تلوگو خود را با قرمز (۲۰۲۱) انجام داد.

## دوران ابتدایی زندگی
آییر در ۱۴ مۀ ۱۹۹۴ در بنگالورو، کارناتاکا در یک خانواده کانادیگا به دنیا آمد. او مدرک لیسانس بازرگانی خود را از کالج بازرگانی سنت جوزف به پایان رساند. او سپس یک مدل شد و حرفه خود را به عنوان بازیگر به زبان‌های تامیل و تلوگو دنبال کرد.

## فیلم‌شناسی
| سال  | نام فیلم                  | نقش                 | زبان          | نکات                    | مرجع.  |
| ---- | ------------------------- | ------------------- | ------------- | ----------------------- | ------ |
| ۲۰۱۲ | Padmavyooham              | نامعلوم             | مالایالم      | سیاه لشکر               | [ ۳ ]  |
| ۲۰۱۴ | تنالی‌رامان                | رفیق مادولا         | تامیل         |                         | [ ۴ ]  |
| ۲۰۱۴ | لینگا                     | دختر روستایی        | تامیل         |                         |        |
| ۲۰۱۵ | جادوگر                    | مأمور اداره گذرنامه | تامیل         |                         | [ ۵ ]  |
| ۲۰۱۶ | پادشاه سرکش               | جوشنا               | تامیل         |                         | [ ۴ ]  |
| ۲۰۱۶ | جرقه                      | رفیق میترا          | تامیل         | سیاه لشکر               | [ ۴ ]  |
| ۲۰۱۸ | سرباز                     | مالار               | تامیل         |                         | [ ۶ ]  |
| ۲۰۱۸ | کالی                      | Thenmozhi           | تامیل         |                         | [ ۷ ]  |
| ۲۰۱۹ | بیگیل                     | تندرال              | تامیل         |                         |        |
| ۲۰۲۱ | قرمز                      | گایاتری             | تلوگو         |                         | [ ۸ ]  |
| ۲۰۲۱ | چطور در ۳۰ روز عاشق شویم؟ | آکشارا / آمایی‌گارو  | تلوگو         |                         | [ ۹ ]  |
| ۲۰۲۱ | Vanakkam Da Mappilei      | تولاسی              | تامیل         |                         |        |
| ۲۰۲۱ | آسانسور                   | هارینی              | تامیل         |                         | [ ۱۰ ] |
| ۲۰۲۱ | Arjuna Phalguna           | Sravani             | زبان تلوگو    |                         | [ ۱۱ ] |
| ۲۰۲۲ | Coffee With Kadhal        | Abhinaya            | تامیل         |                         | [ ۱۲ ] |
| ۲۰۲۳ | #ProductionNo6            | ن/م                 | تلوگو / تامیل | Bilingual film; filming | [ ۱۳ ] |
| ۲۰۲۴ | Hanu Man                  | میناکشی             | تلوگو         | اتمام ساخت              | [ ۱۴ ] |

### فیلمهای کوتاه
| سال  | عنوان          | نقش  | Ref.   |
| ---- | -------------- | ---- | ------ |
| ۲۰۱۷ | بزرگراه کادالی | سنها | [ ۱۵ ] |
| ۲۰۲۱ | بوفون کدال     | خودش | [ ۱۶ ] |